# C. C. Moseley
Corliss Champion « C. C. » Moseley (né le 23 juillet 1894 à Boise et mort en 1974) est un aviateur américain.  Aviateur militaire dans l'armée américaine, il devient plus tard formateur civil. Il a remporté la première course aérienne Pulitzer (National Air Races) en 1920.
Après son service pendant la Première Guerre mondiale, où il est crédité d'une victoire aérienne, il a été nommé responsable de toutes les écoles de pilotage de l'United States Army Air Service. En tant que civil, il crée des écoles de pilotage qui  forment plus de 25 000 pilotes et 5 000 mécaniciens, principalement pour le service pendant la Seconde Guerre mondiale.
Il a également été dirigeant d'entreprise, aidant soit à fonder et à organiser la Western Air Express (future Western Airlines).
Il confonde avec Charles Bartley (en) en 1952 Grand Central Rocket Company, futur Lockheed Propulsion Company (en), filiale de Lockheed),